# Thanatos
Thanatos er i græsk mytologi navnet på guden for den naturlige død. Han blev engang fanget af Sisyfos og lagt i lænker. Sisyfos gjorde det for at ingen mere skulle dø. Ares fandt ud af det og fangede Sisyfos og frigjorde Thanatos. Inden Sisyfos skulle til underverdenen sagde han til sin kone at hun ikke skulle ofre ham noget. Sisyfos kom til underverdenen og klagede til Hades over, at hans død ikke blev retfærdigjort, og Hades sendte ham tilbage hvor han levede længere, men til sidst så Zeus det som om Sisyfos nedgjorde guderne og straffede Sisyfos ved at lade ham rulle en sten, der var større end ham selv, op ad et højt bjerg. Hver gang han nåede toppen, smuttede stenen fra ham, og han måtte begynde forfra.
Thanatos ses tit afbildet som en ung og smuk dreng med mørkt hår i den romerske mytologi, hvor han hedder Mors.
Mange mener, at han er baggrunden for manden med leen, men faktisk fik han først leen i den romerske mytologi, fordi i den græske version ligner han en stor kriger fra Sparta med sværd, fuldskæg og er atletisk bygget. I den romerske er døden blevet en mere smuk ting som skal værdsættes, derfor er han afbildet med vinger, ligesom Cupid også er.